# Jean-Baptiste Faure
Jean-Baptiste Faure (ur. 15 stycznia 1830 w Moulins, zm. 9 listopada 1914 w Paryżu) – francuski śpiewak operowy, baryton.

## Życiorys
Jako dziecko był chórzystą w paryskich kościołach Saint-Nicholas-des-Champs i Saint-Marie-Madeleine. W latach 1843–1852 uczył się w Konserwatorium Paryskim. Zadebiutował na scenie w 1852 roku w paryskiej Opéra-Comique rolą Pygmaliona w Galatei Victora Masségo. Na deskach tego teatru kreował też role Malipierego w Haydée Daniela Aubera (1853) oraz Hoëla w Dinorah, ou Le Pardon de Ploërmel Giacomo Meyerbeera (1859). W 1860 roku debiutował w Opéra de Paris, gdzie kreował rolę Juliana w Pierre de Médicis Józefa Michała Poniatowskiego. W latach 1860–1877 regularnie występował w Londynie na deskach Covent Garden Theatre, Her Majesty’s Theatre i Theatre Royal przy Drury Lane. Brał udział w prapremierowych przedstawieniach Afrykanki Meyerbeera (1865, w roli Neluska), Don Carlosa Verdiego (1867, w roli Posy) i Hamleta Thomasa (1868, w roli tytułowej). W latach 1857–1860 był wykładowcą Konserwatorium Paryskiego. Po 1878 roku wycofał się ze sceny, odtąd sporadycznie występował jeszcze z koncertami.
Zasłynął jako wykonawca włoskiego i francuskiego repertuaru operowego, do jego popisowych ról należały tytułowe partie w Don Giovannim W.A. Mozarta i Wilhelmie Tellu Gioacchino Rossiniego oraz rola Mefistofelesa w Fauście Gounoda. Opublikował dwa podręczniki śpiewu, La Voix et le Chant (Paryż 1886) i Aux jeunes chanteurs (Paryż 1898), był też autorem czterech zbiorów pieśni.
Jego żoną była śpiewaczka Constance-Caroline Lefebvre (1828–1905).